# Max Walscheid
Maximilian Richard "Max" Walscheid (født 13. juni 1993 i Neuwied) er en cykelrytter fra Tyskland, der er på kontrakt hos Team Jayco AlUla.